# Bella Davidovich
Bella Davidovich (Baku, 16 luglio 1928) è una pianista sovietica naturalizzata statunitense.

## Biografia
Bella Mikhaylovna Davidovich (Бэлла Миха́йловна Давидо́вич) nacque a Baku nell'Azerbaigian da una famiglia di origine ebraica di tradizioni musicali; il padre era un medico di professione e un musicista dilettante; la madre faceva parte del coro dell'Opera ed era insegnante di canto, mentre il nonno materno era stato primo violino nell'orchestra dell'Opera di Baku. Bella iniziò a studiare pianoforte all'età di sei anni con Maria Bykova al Conservatorio dell'Arzebaigian seguendo un corso specifico per bambini particolarmente dotati. Suonò per la prima volta in pubblico all'età di nove anni interpretando il Concerto n. 1 di Beethoven accompagnata dall'Orchestra Filarmonica del Conservatorio.
Nel 1939 si spostò con la famiglia a Mosca per proseguire gli studi presso il conservatorio dove ebbe come insegnante Konstantin Igumnov; allo scoppio della seconda guerra mondiale fu però costretta a rientrare a Baku poiché il padre, chirurgo, fu mobilitato per operare in un ospedale militare; nella città natale Bella riprese gli studi di pianoforte al locale conservatorio dove si diplomò nel 1946. Ritornò quindi a Mosca nella classe di pianoforte di Igumnov e, dopo la morte di questi nel 1948, studiò con Jacob Flier. Durante il 1949, mentre frequentava il suo terzo anno di studio, venne scelta per partecipare al quarto Concorso Fryderyk Chopin di Varsavia per pianoforte, il primo dopo la fine della guerra. Risultò vincitrice del primo premio ex aequo con la pianista polacca Halina Czerny-Stefańska.
La vittoria al concorso le permise di iniziare una notevole carriera di concertista limitata però all'Urss e a tutta l'Europa dell'Est. Si diplomò al Conservatorio di Mosca nel 1951, ma già nel 1950 si era esibita come solista con la Filarmonica di Leningrado con cui darà concerti per 28 stagioni consecutive.  Dal 1951 al 1954 fu assistente del suo maestro Jacob Flier nella classe di pianoforte e dal 1962 al 1968 fu titolare della cattedra.
Nel 1950 sposò il violinista Julian Sitkoveckij e quattro anni più tardi nacque il figlio Dimitrij che diventerà violinista e direttore d'orchestra.
Nel 1967 le fu concesso di esibirsi per la prima volta al di fuori dell'Unione Sovietica nei Paesi Bassi ad Amsterdam. Dopo quattro anni ottenne il permesso per una tournée in Italia. Quando nel 1977 suo figlio Dimitri abbandò l'Urss per raggiungere gli Stati Uniti, le autorità sovietiche impedirono alla pianista di recarsi all'estero e dovette perciò annullare tutti i concerti già programmati in Europa. Dopo un anno però Bella Davidovich riuscì a lasciare l'Unione sovietica e a raggiungere il figlio negli USA, diventando poi cittadina americana nel 1984. Nel 1979 debuttò alla Carnegie Hall di New York dove, anche se nessuno l'aveva ancora sentita suonare negli Stati Uniti, ottenne il tutto esaurito e un grande successo. Questo concerto fu per lei il trampolino di lancio per una carriera che la portò a suonare in diversi paesi e a collaborare con grandi direttori d'orchestra e solisti tra cui Riccardo Muti, Charles Dutoit, Eugene Ormandy, David Oistrakh, Mstislav Rostropovitch. Da ricordare tra le sue numerose attività, i concerti con l'Orchestra filarmonica di Rotterdam diretta da Eri Klas, con l'Orchestra Sinfonica di Radio Stoccarda, la Filarmonica di Oslo e i concerti di musica da camera con il figlio Dimitrij.
Si stabilì a New York e, dal 1982, divenne insegnante di pianoforte alla prestigiosa Juilliard School. Nel 1988, nello spirito di aperture della perestrojka, fu la prima musicista sovietica, emigrata all'estero, a ricevere un invito ufficiale per tenere concerti nel paese d'origine; suonò con il Quartetto Borodin e in duo con il figlio Dimitrij ottenendo il tutto esaurito. In occasione del suo settantesimo compleanno, nel luglio del 1998, è stata ospite del Concertgebouw di Amsterdam, dove aveva suonato spesso con successo, esibendosi in due memorabili concerti. Quando ritornò nella sua città natale Baku nel 1999 accettò l'incarico di tenere alcune master class per insegnare a giovani pianisti locali.
In seguito Bella Davidovich ha avuto l'incarico di partecipare come giurata in molti concorsi internazionali tra cui lo stesso Concorso Fryderyk Chopin che la vide vincitrice a soli 21 anni; partecipò al Concorso Regina Elisabetta di Bruxelles, al Concorso internazionale di pianoforte Clara Haskil e al Concorso pianistico internazionale Ferruccio Busoni di Bolzano.
Nel 2010 la si è potuta ancora ascoltare nel Concerto per due pianoforti in Mi bemolle maggiore di Mozart insieme al suo allievo Alexander Paley e l'Orchestre symphonique de Montréal.
Bella Davidovich ha un repertorio molto vasto che comprende, oltre a brani solistici, circa 30 concerti con orchestra; si è esibita spesso anche con formazioni da camera, in particolare negli Stati Uniti. Ha interpretato soprattutto brani di repertorio romantico, in particolare Chopin alle cui composizioni è particolarmente legata.

## Discografia (parziale)
- Fryderyk Chopin, Concerto per pianoforte e orchestra n. 1 e Concerto per pianoforte e orchestra n. 2, London Symphony Orchestra, diretta da Sir Neville Marriner (Philips Classics, collezione Eloquence, 1979, 1998 e 2009).
- Fryderyk Chopin, Concerto per pianoforte e orchestra n. 2 e 24 Preludi (Philips, 1979)
- Fryderyk Chopin, 24 Preludi. Ludwig van Beethoven, Sonata per pianoforte n. 14 (Chiaro di luna) e Sonata n.18 (Philips, 1979)
- Robert Schumann, Carnaval op. 9, Humoreske op. 20 (Philips, 1981)
- Edvard Grieg, Sonate per violino e pianoforte, con Dmitrij Sitkoveckij (Orfeo, 1984 e 1993)
- Johannes Brahms, Sonate per violino e pianoforte, con Dmitrij Sitkoveckij (Novalis, 1987 e 2001)
- Fryderyk Chopin, 4 Ballate e 4 Improvvisi (Philips, 1992 poi Newton Classics, 2011)
- Robert Schumann, Concerto per pianoforte e orchestra Op. 54, Orchestra Sinfonica di Seattle, diretta da Gerard Schwarz (Delos Records, 1995)
- Edvard Grieg,  Concerto per pianoforte e orchestra Op. 16, Orchestra Sinfonica di Seattle diretta da Gerard Schwarz (Delos Records, 2000)
- Felix Mendelssohn, Concerto per pianoforte e orchestra op. 25, Orchestra da camera di Mosca diretta da Constantine Orbelian, e Ernest Chausson, Concerto per pianoforte, violino e archi, op. 21, arr. Dmitrij Sitkoveckij, Orchestra da camera di Mosca diretta da Dmitrij Sitkoveckij – Concerto per l'80º anniversario di Bella Davidovich (Delos Records, 2008)
- Sergej Prokof'ev, Romeo e Giulietta suite per pianoforte, Sonata per pianoforte n. 3 op. 28. Aleksandr Skrjabin, Sonata, Valzer, 2 Poemi, 3 Mazurche (Philips)